# Mount Cooper, Västantarktis
Mount Cooper är ett berg i Antarktis. Det ligger i Västantarktis. Inget land gör anspråk på området. Toppen på Mount Cooper är 597 meter över havet, eller 142 meter över den omgivande terrängen. Bredden vid basen är 2,4 km.
Terrängen runt Mount Cooper är platt söderut, men norrut är den kuperad. Trakten är obefolkad. Det finns inga samhällen i närheten.